# Калмыков, Константин Гаврилович
Константин Гаврилович Калмыков (18 мая 1902 — 22 августа 1972) — генерал-майор ВС СССР, начальник Московского пехотного училища имени Верховного Совета РСФСР с 14 марта по 8 июля 1941 года.

## Биография
Родился в крестьянской семье. Работал слесарем и токарем на Мытищинском вагонно-ремонтном заводе. 3 июня 1921 года добровольцем поступил в 1-ю Московскую кавалерийскую школу, с июля 1921 года в рядах РККА. Член ВКП(б) с 1922 года, с 15 сентября 1923 года исполняющий обязанности помощника командира взвода. В мае 1924 года переведён в 6-ю Таганрогскую кавалерийскую школу, окончил её в сентябре того же года и был назначен в 62-й кавалерийский полк (в составе 1-й отдельной особой кавалерийской бригады имени Сталина). Служил на посту командира взвода, был временно исполняющим должность начальника клуба, политруком эскадрона и командиром пулемётного эскадрона. В ноябре 1931 года назначен начальником полковой школы 63-го кавалерийского полка, в дальнейшем был временно исполняющим должности помощника командира полка по хозяйственной и строевой частям.
С января 1934 года — командир и военный комиссар отдельного эскадрона при Наркомате по военным и морским делам (отдельного кавалерийского дивизиона при НКО СССР с 5 декабря 1934 года). Майор (22 февраля 1935). 19 мая 1936 года назначен командиром особого кавалерийского полка при НКО СССР. Комбриг (19 мая 1938). В ноябре 1939 года назначен командиром 1-й особой кавалерийской бригады. Генерал-майор (4 июня 1940). С 14 марта 1941 года — начальник Московского пехотного училища имени Верховного Совета РСФСР, в том же году окончил курсы усовершенствования высшего начальствующего состава при Военной академии РККА имени М. В. Фрунзе.
Генерал-майор Калмыков был военным консультантом режиссёра Сергея Эйзенштейна на съёмках художественного фильма «Александр Невский». По его словам, съёмки батальных сцен были сложны в связи с необходимостью разыграть по правилам военного искусства весь бой на Чудском озере, который должен был длиться 40 минут экранного времени. Именно Калмыков подобрал дублёров-конников для Николая Черкасова, игравшего Александра Невского и Владимира Ершова, исполнявшего роль магистра рыцарского ордена, по совпадению оказавшихся тёзками артистов: старших лейтенантов Николая Бучилёва и Владимира Суркова.
8 июля 1941 года Калмыков был назначен командиром 55-й отдельной кавалерийской дивизии, формально на фронте с 10 августа 1941 года (призван Мытищенским райвоенкоматом). Во второй половине августа участвовал в Смоленском сражении с дивизией в составе 50-й армии Брянского фронта, ведя наступление в направлении Мглина. В районе Мглин — Клетня со своей дивизией Калмыков попал в окружение, но благодаря умелой организации разведки, действуя по тылам в направлении Ормино — Мглин — Рассуха, 26 августа вывел части дивизии из кольца окружения. 29 сентября был отстранён от командования дивизией, до 5 октября был в распоряжении резерва ГУК НКО СССР, позже в распоряжении Военного совета Юго-Западного фронта, в резерве генерал-инспектора кавалерии РККА и в распоряжении главкома Западного фронта.
5 мая 1942 года генерал-майор Калмыков был назначен заместителем командующего оперативной группой генерал-лейтенанта П. А. Белова (действовала в районе Вязьмы). С 24 июля того же года был исполняющим должность начальника курсов младших лейтенантов Западного фронта, однако 26 апреля 1944 года был освобождён от должности за непринятие мер по пресечению воровства, низкую воинскую дисциплину и плохую организацию боевой подготовки, после чего зачислен в распоряжение ГУК НКО СССР. С июля 1944 года — заместитель командира 15-й стрелковой Сивашской дивизии, участник Белорусской наступательной операции; проявил себя тактически грамотно. В октябре того же года был допущен к исполнению должности командира 4-й стрелковой Бежицкой дивизии (воевала в составе 69-й армии, занимала оборону на Пулавском плацдарме), однако через месяц был отстранён от исполнения должности как «не справившийся с работой». До конца войны состоял в распоряжении Военного совета 1-го Белорусского фронта и ГУК НКО СССР. С июля 1945 года — заместитель командира 46-й запасной стрелковой дивизии, в январе 1946 года занял аналогичную должность в 53-й гвардейской стрелковой дивизии. Уволен в запас 10 июня 1946 года по болезни.
Похоронен в колумбарии Новодевичьего кладбища.

## Награды
- орден Красного Знамени
  - 28 апреля 1943 — за образцовое выполнение боевых заданий Командования на фронте борьбы с немецкими захватчиками и проявленные при этом доблесть и мужество[5]
  - 3 ноября 1944 — за долголетнюю и безупречную службу в Красной Армии[6]
- орден Красной Звезды (16 августа 1936)[7]
- медаль «ХХ лет РККА» (22 февраля 1938)[2][5]
- иные медали[1]

## Комментарии
1. ↑  По другим данным, с 29 марта 1941 года[2]